# Anchusa variegata
Anchusa variegata là loài thực vật có hoa trong họ Mồ hôi. Loài này được (L.) Lehm. mô tả khoa học đầu tiên năm 1818.